# 아시아의 스포츠
아시아의 유명한 스포츠로는 축구, 크리켓, 농구, 야구, 배드민턴과 탁구가 있다.

## 축구
아시아에서 축구 열기가 상당한 대중적인 인기 스포츠이다. 아시아 축구 연맹은 2017년 현재 아시아 축구 연맹에는 46개 정회원국과 1개의 준회원국이 가입되어 있다. 아시아에 있는 축구 대회는 AFC 아시안컵와 AFC 챔피언스리그가 있다.

### AFC 아시안컵
AFC 아시안컵은 아시아 축구 연맹이 주관하는 국가 대항 축구 대회이다. 이 대회 우승자는 아시아 대표 자격으로 FIFA 컨페더레이션스컵에 진출한다.

### AFC 챔피언스리그
AFC 챔피언스리그는 아시아 상위 14개 리그의 우승 클럽과 컵 대회 우승 클럽이 참가하는 클럽간 축구 대회이다.

## 크리켓
크리켓은 유명한 스포츠 중 하나이다.
아시아 크리켓 협의회는 크리켓 협회로 1983년에 창설되었으며, 아시아에서 크리켓을 홍보하고 발전시키기 위해 창설하였다. 아시아 크리켓 협의회에서는 4개의 시험을 준비하여 회원 등급을 선정하는데, 11개국이 정회원이고 8개국이 준회원이다.
홍콩, 쿠웨이트, 말레이시아, 네팔, 싱가포르, 타이완과 아랍에미리트가 준회원이며, 아프가니스탄, 바레인, 부탄, 브루나이, 중국, 이란, 몰디브, 미얀마, 오만, 카타르와 사우디 아라비아가 정회원이다.
인도네시아, 일본, 필리핀, 한국 이 4개국은 동아시아-태평양 크리켓 협의회에 아시아 크리켓 협의회 대신에 가입되어 있다. 그러나 인도네시아는 아시아 크리켓 협의회에 가입할 예정이다.

## 야구
야구는 동아시아에서 유명한 스포츠이다.
아시아 야구 연맹은 1954년 4개국으로 결성하여 창설되었으며, 아시아 야구 선수권 대회를 개최하고 있다. 현재 24개국이 가입되어 있다.
이 중 대한민국과 일본은 국제대회에서 풍부한 경험이 있다.
아시아에 있는 야구 대회는 동아시아 경기 대회와 아시아 시리즈가 있다.

### 동아시아 야구 선수권 대회
동아시아 야구 선수권 대회는 1991년부터 시작하였으며 동아시아에 존재하는 9개국이 참가하여 국가대표팀끼리 대항전을 벌이는 대회이다.

### 아시아 시리즈
아시아 시리즈는 동아시아 야구 선수권과는 다르게 5개국이 참가하며 실질적으로 오세아니아에 속하는 오스트레일리아가 참가한다는 것과 자국 리그에서 우승한 팀끼리 대회에서 겨루는 것이 다르다.
2012년 현재 일본 프로 야구의 요미우리 자이언츠팀이 아시아 시리즈에서 우승하였다.

## 아시안 게임
아시아드라 불리는 아시안 게임은 아시아에서 4년마다 개최되는 종합 스포츠 경기 대회이다. 아시안 게임은 올림픽 다음으로 규모가 큰 국제 대회이다(2번째).

## 같이 보기
- 유럽의 스포츠